# Yellow Submarine (film)
Pour les articles homonymes, voir Yellow Submarine.
Pour plus de détails, voir Fiche technique et Distribution.
Yellow Submarine est un film d'animation américano-britannique réalisé par George Dunning. Sorti le 17 juillet 1968, il est basé sur la chanson éponyme des Beatles qu'on peut entendre dans le film ainsi que quinze autres titres du groupe. La bande-sonore du film sort en album le 17 janvier 1969 comprenant six chansons, dont quatre titres inédits, et la trame orchestrale de George Martin.
Animé au départ par la volonté de « pousser l'animation au-delà des limites atteintes jusque-là en matière de style, de type et de ton », Yellow Submarine connaît dès sa sortie un très large succès et s’impose vite comme un chef-d’œuvre, tant pour son esthétique psychédélique et coloré, que pour ses avancées techniques qui marqueront durablement le monde de l’animation.

## Synopsis

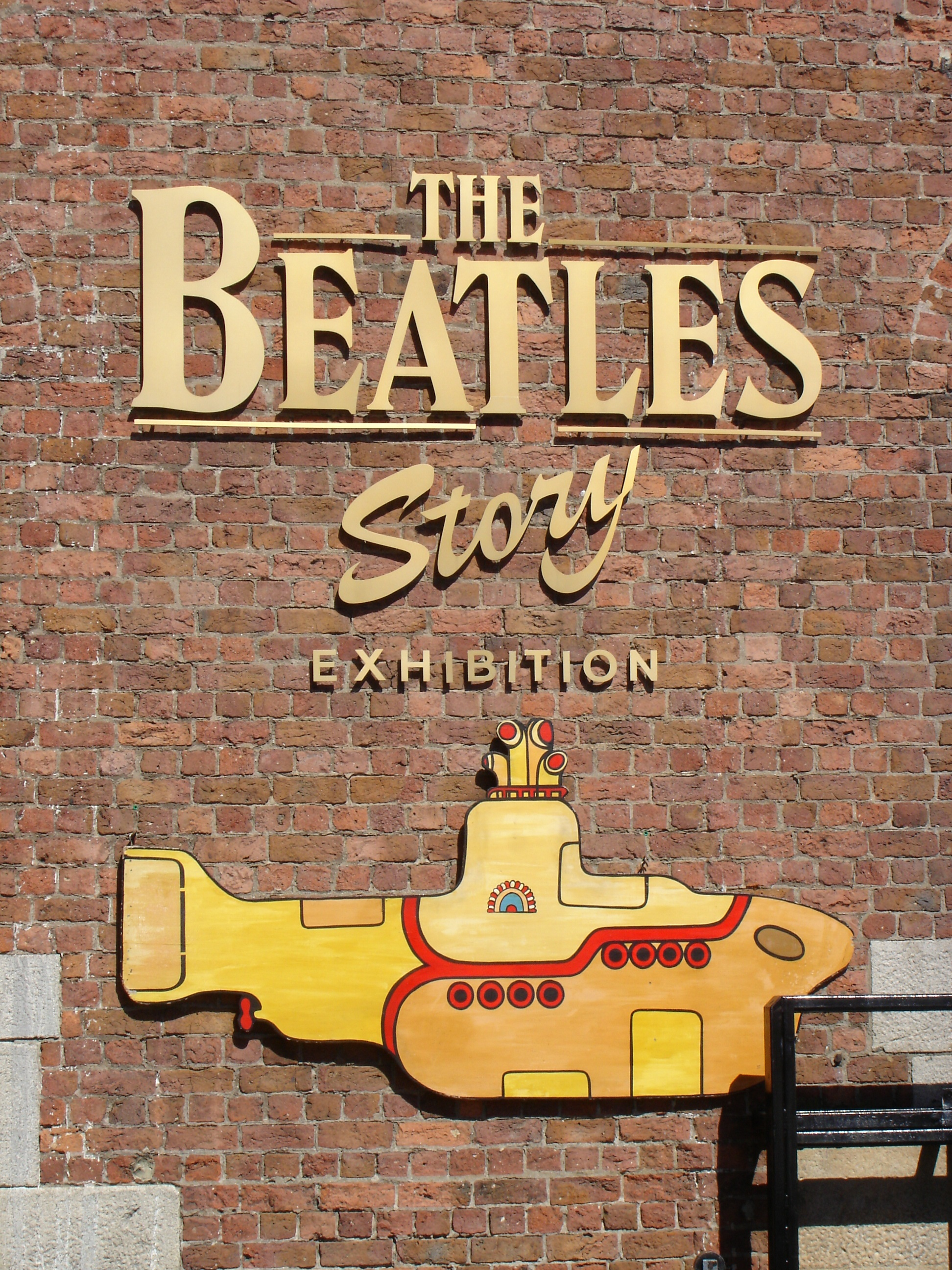
Le sous-marin accueille le public au musée dédié au groupe à Liverpool.

Il était une fois, un royaume enchanté situé sous les mers appelé Pepperland, un endroit merveilleux protégé par la fanfare du Sgt. Pepper's Lonely Hearts Club Band, où le bonheur et la musique règnent en maîtres. Mais un jour, arrivent les méchants Blue Meanies. Appuyés par des armes terribles dont le terrifiant Gantelaid (Flying Glove), les intrus vident Pepperland de toutes ses couleurs et transforment les habitants du royaume en statues de pierres. Le Lord Maire décide alors d'envoyer le chef d'orchestre de la fanfare chercher de l'aide. Fred parvient donc à s'enfuir à temps dans un sous-marin jaune et va ressusciter la légende de Yellow Submarine racontant qu'un jour, des hommes arrivèrent sur la contrée de Pepperland pour y faire naître la musique et le bonheur. Ainsi, Fred va devoir trouver des personnes capables encore une fois de relever ce défi.
Après plusieurs jours, Fred échoue à Liverpool où il tombe d'abord sur un Ringo déprimé et errant sans but (au son de Eleanor Rigby) et essaie tant bien que mal de le persuader de l'aider. Touché par son histoire, Ringo rassemble ses trois amis John (qui apparaît initialement sous les traits du monstre de Frankenstein), George (au son de sa composition Love You To) et Paul (sous des applaudissements) qui acceptent d'aider Fred. 
À bord du sous-marin jaune, durant leur odyssée vers Pepperland, les Beatles vont rencontrer de nombreux obstacles et traverser six mers différentes :
- La Mer du Temps (Sea of Time) : où le temps les fait plonger en enfance ou dans la vieillesse (When I'm Sixty-Four)
- La Mer de la Science (Sea of Science) : où ils chantent Only a Northern Song
- La Mer des Monstres (Sea of Monsters) : où un terrifiant aspirateur commence par aspirer le décor avant de s'aspirer lui-même.
- La Mer de Rien (Sea of Nothing) : où ils rencontrent Jeremy Hilary Boob, Ph. D., un Nowhere Man. Ringo ayant pitié de lui, l'invite à bord du sous-marin.
- La Mer des Têtes (Sea of Heads ou Foothills of the Headlands) : où ils sont séparés du sous-marin et John chante Lucy in the Sky with Diamonds.
- La Mer des Trous (Sea of Holes) : où Jeremy est enlevé par l'un des Blues Meanies patrouillant dans les périphéries de Pepperland. Lorsque Ringo saute par-dessus un trou vert (qui se transforme en Mer du Vert (Sea of Green) et qui s'avère être un portail caché), ils arrivent enfin à Pepperland.

Réunis avec Fred, le Lord Maire et le sous-marin, le groupe prend la place du Sgt. Pepper's Lonely Hearts Club Band. Armés de leur humour et de leur musique (With a Little Help from My Friends, All You Need Is Love, Hey Bulldog), le groupe réussit à sauver Pepperland de l'emprise des Meanie. Les fleurs repoussent, les couleurs reviennent, le Sgt. Pepper's Lonely Heart Club Band est libéré grâce au trou que Ringo ramène de la Sea of Holes et Jeremy est sauvé. Vaincus, les Meanies sont forcés de battre en retraite, mais John leur propose de devenir amis. Le chef des Meanies accepte cette invitation et une grande fête s'ensuit, montrant chaque personnage vivant heureux pour toujours (It's All Too Much).
À la fin, les vrais Beatles apparaissent et nous montrent tous leurs souvenirs. George a le moteur du sous-marin, Paul a « un peu d'amour » (a little love) et Ringo a toujours la moitié d'un trou dans sa poche parce qu'il a donné le reste à Jeremy. Cependant, John repère que « d'autres Blues Meanies s'apprêtent à envahir la salle de cinéma » et dit gaiement qu'il n'y a plus qu'une seule chose à faire pour les faire sortir : « Chanter ! » (Singing!). Le quatuor reprend la chanson All Together Now en chœur avec diverses traductions de la chanson qui apparaissent dans l'ordre sur l'écran.

## Fiche technique
- Titre : Yellow Submarine
- Réalisation : George Dunning, Dennis Abey
- Scénario : Al Brodax (en), Erich Segal, Lee Minoff, Jack Mendelsohn
- Production : Al Brodax
- Société de production : Apple Corps, King Features Production, TVC London
- Société de distribution : United Artists
- Budget : 250 000 £
- Musique : The Beatles et George Martin
  - Chansons : John Lennon, Paul McCartney, George Harrison
  - Orchestration : George Martin
- Direction musicale : George Martin
- Directeur artistique : Heinz Edelmann
- Producteur associé : Mary Ellen Stewart
- Assistant production : Sally Hyman
- Superviseur production : John Coates
- Directeurs animation : Jack Stokes, Robert Balser
- Pays de production : Royaume-Uni, États-Unis
- Format : Couleurs (DeLuxe) - 35 mm – 1.66:1 - Mono
- Genre : Animation, film musical, aventure, comédie et fantastique
- Durée : 90 minutes
- Dates de sortie :
  - Royaume-Uni : 17 juillet 1968
  - Irlande : 13 août 1968
  - États-Unis : 13 novembre 1968
  - Canada : 13 novembre 1968
  - France : 5 février 1969

## Distribution

### Voix originales
- John Clive : John
- Geoffrey Hughes (en) : Paul
- Peter Batten : George (non-crédité[1])
- Paul Angelis (en) : Ringo, le chef des Blue Meanies, George (dialogues additionnels)
- Dick Emery : Lord Mayor, Nowhere Man (Jeremy Hillary Boob, Phud (Ph.D.)), Max
- Lance Percival (en) : Old/Young Fred

#### Parties chantées et caméo en finale
- John Lennon
- Paul McCartney
- George Harrison
- Ringo Starr

### Voix françaises
Effectuées aux studios Dubbing Brothers.
| - Bernard Murat : Paul - Philippe Ogouz : George - Claude Bertrand : le chef des Blue Meanies - Teddy Bilis : le maire | - Pierre Laurent : John - Adrien Antoine : Ringo - Pierre Baton : le maire - Patrice Dozier : Nowhere Man (Jeremy Hillary Bloup Ph.D.) - Christophe Lemoine : Max - Henri Labussière : Fred |

## Production

### Genèse

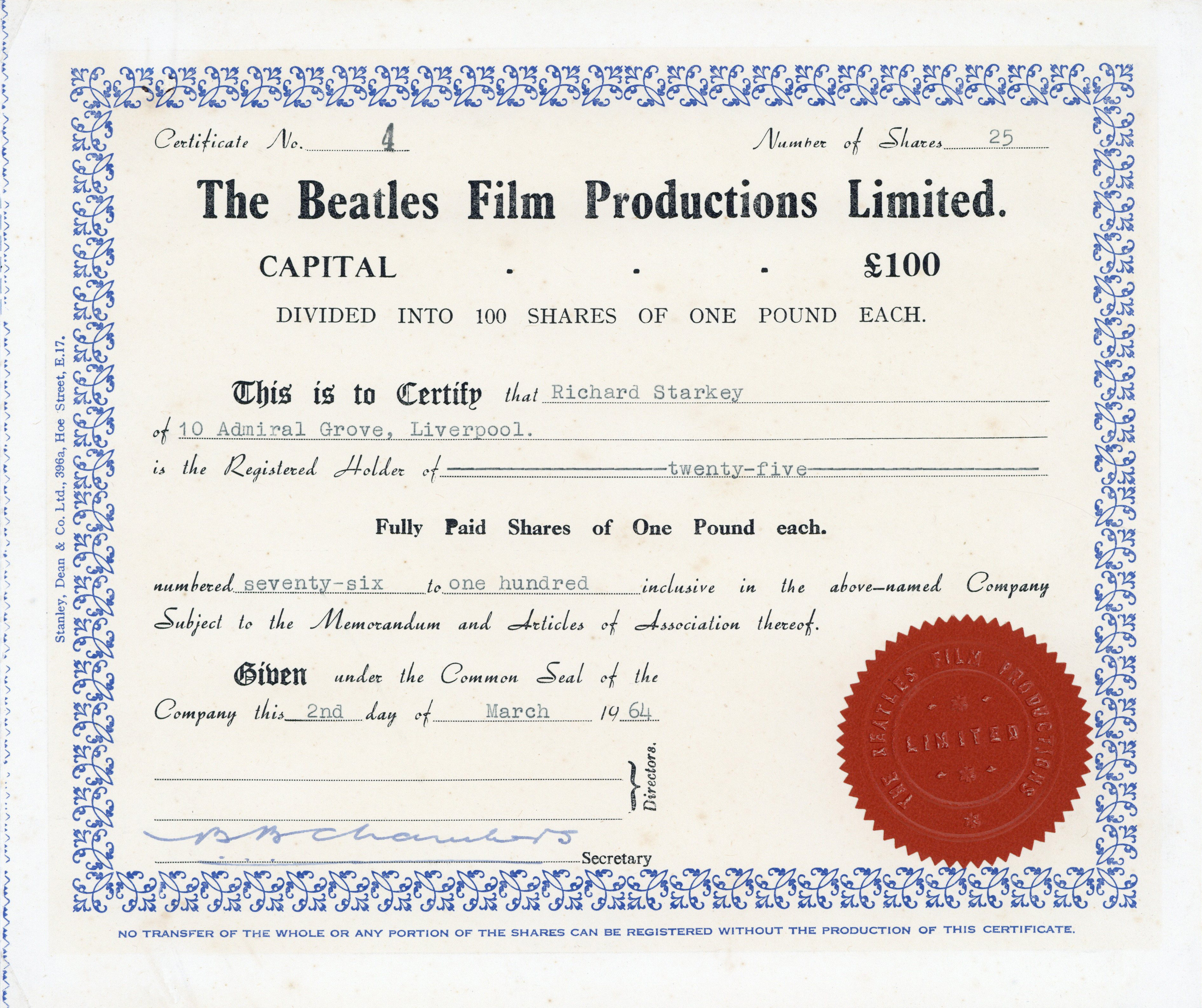
Certificat de 25 actions de 1 £ chacune de Beatles Film Production Limited, émis le 2 mars 1964, enregistré au nom de Ringo Starr. La société, créée le 25 février 1964 avec Brian Epstein comme directeur général, a été rebaptisée Apple Film Production Limited le 12 janvier 1968.

En 1964, alors que les Beatles tournent pour la première fois aux États-Unis, leur manager Brian Epstein, est approché par le producteur Al Brodax, patron de la société américaine King Features. Ce dernier convainc Epstein de le laisser produire, pour ABC Television, une série animée destinée aux enfants, mettant en scène le groupe. Flairant la bonne affaire, Epstein signe un contrat, sans en référer aux Beatles, puisque leur participation n'est pas requise. Pas assez vigilant, il néglige une clause de contrat qui donne à Brodax la possibilité de faire transposer la série au cinéma en cas de succès. Lancée le 25 septembre 1965, la série intitulée The Beatles marche fort et comprend une cinquantaine d'épisodes de trente minutes, chacun s'articulant autour de deux chansons choisies dans le répertoire des Beatles. Leurs voix sont interprétées par des comédiens, et leurs silhouettes calquées sur leurs attitudes dans A Hard Day's Night. La série dure jusqu'à l'automne 1969. 
Les Beatles détestent unanimement cette série télévisée qui les caricature à outrance. John Lennon dira en avoir « marre de ressembler à ces foutus Pierrafeu ». Alors lorsqu'ils apprennent que les mêmes équipes de production se retrouveront aux commandes du long-métrage, ils se montrent peu enthousiastes et décident de prendre de la distance avec le projet. De leur propre aveu, ils sont peu consultés : « Avec les principaux artistes et le producteur Al Brodax, on s'est réunis deux ou trois fois au maximum. En fait, on s'est très peu investis » dira George Harrison.
En 1967, Brodax encouragé par le succès de la série, veut produire un long métrage animé. En juin 1967, une réunion informelle est organisée par George Martin aux studios Abbey Road à Londres. L'idée est alors de mettre en image l'univers de l'album Sgt. Pepper's Lonely Hearts Club Band qui vient d'être publié. Une seule écoute de ce dernier suffit à convaincre les producteurs que ce film pourrait être plus ambitieux que tout ce que les Beatles ont fait auparavant et une aventure de fiction est rapidement évoquée. Brodax associe au projet le producteur canadien George Dunning, qui a également travaillé sur la série télévisée et dont le court-métrage The Flying Man a remporté le grand prix au Festival international du film d'animation d'Annecy en 1962. Lorsque les contrats sont signés, l'équipe de production dispose de onze mois pour développer le film, la première étant prévue pour juillet 1968. Le budget est de 1 million $US, une valeur de plus de 7,7 millions $US en 2020.
Les Beatles sont consultés dans un premier temps, mais, absorbés par Sgt. Pepper, le travail sur le film Magical Mystery Tour et l'album du même nom, et bouleversés par la mort de Brian Epstein survenue le 27 août 1967 alors qu'ils se trouvent à Bangor, au Pays de Galles, où ils assistent à une conférence sur la méditation transcendantale que donne le Maharishi Mahesh Yogi, ils n'ont ni le temps, ni l'envie de doubler leurs personnages : « On leur a dit qu'on ne s'impliquerait pas énormément, et qu'on ne voulait pas faire les voix, c'était trop de travail, dira Paul McCartney. Alors ce sont des gens comme Lance Percival qui les ont faites à notre place ». Néanmoins, ils accepteront de se faire filmer pour la dernière séquence du film, dans les studios de Twickenham en janvier 1968 : « Ils voulaient qu'on apparaisse à la fin du film pour dire : « Salut, c'est les Beatles, on espère que vous avez aimé le film. », déclara McCartney. Il a fallu qu'on aille se faire filmer. On n'en avait pas envie mais, à partir du moment où on s'était impliqué, il fallait bien leur donner quelque chose ».

### Scénario

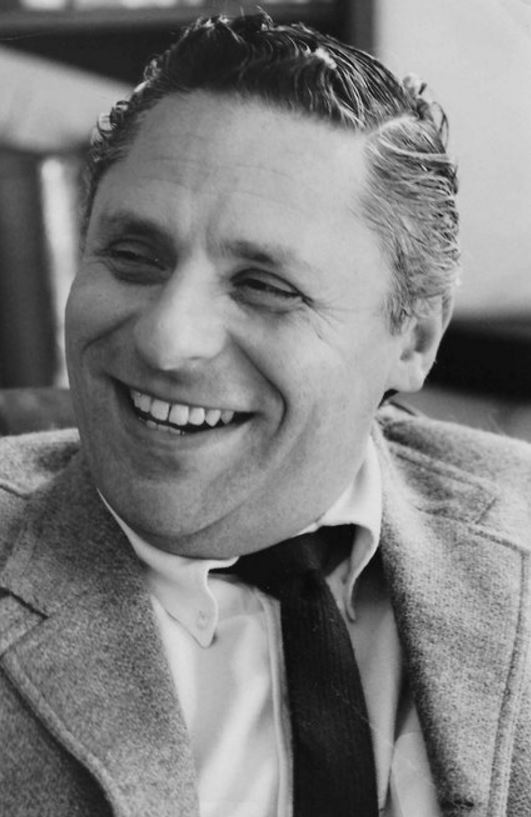
Le producteur Al Brodax.

Plusieurs scénarios sont présentés à Epstein, dont un écrit par Joseph Heller. Tous sont refusés par l'impresario, Brodax déniche alors un jeune auteur alors inconnu, Lee Mintoff. Les Beatles le rencontrent et approuvent ses idées, mais refusent son script, aux airs de conte de fées. C'est alors que Brodax contacte Erich Segal, professeur d'anglais américain qui gagnera une réputation mondiale quelques années plus tard avec le scénario du film Love Story, afin de remanier l'histoire, qui ne sera achevée que peu avant le montage final. Est également recruté le poète Roger McGough (en), chargé de vérifier que l'écriture du scénario et des dialogues reflètent bien la saveur du dialecte de Liverpool. Celui-ci fait partie groupe humoristique The Scaffold qui comprend aussi Mike McGear, le frère de Paul McCartney. Ce film d'animation pour enfants est le premier à mettre dans son scénario certains dialogues axés pour les adultes.
Les Beatles ne prennent pas part au scénario, même si John Lennon et George Harrison contactent parfois la production pour lancer quelques idées : c'est par exemple Lennon qui imagine le Vacuum man dont la trompe engloutit tout ce qui l'entoure et qui finit par s'aspirer lui-même. Mais en réalité, le groupe a très vite le sentiment d'être dépouillé de ses idées sans être consulté. En 1980, John Lennon s'exprimera encore avec ressentiment : « L'équipe de Yellow Submarine n'était qu'un ramassis de bêtes répugnantes, mis à part le gars qui faisait les dessins. Ils ont pris toutes nos idées pour le film, sans nous créditer en retour ».
Pour les dessins, le responsable des effets spéciaux Charlie Jenkins, suggère de contacter l'illustrateur tchécoslovaque Heinz Edelmann, collaborateur régulier de Twen, un magazine pour la jeunesse. Ce dernier, qui n'a encore jamais travaillé pour le cinéma, livre en deux semaines des dessins au style coloré et surréaliste, à la fois rétro et moderne, qui éblouissent les animateurs et contribue largement à l'atmosphère générale du film. Nommé directeur artistique, Edelmann étudie durant des semaines les poses et l'attitude de chacun des Beatles, imagine des traitements visuels différents en fonction des séquences et des chansons. Le style visuel est semblable au travail de l'artiste britannique Alan Aldridge (en) et, aux dires du critique américain John Simon (en) du National Review, est un mélange d'« art nouveau et psychédélique, op et pop, Dada et surréalisme... ».

## Bande originale
En mai 1967, Brian Epstein qui a signé le contrat pour le film, s'engage à fournir au moins trois titres originaux des Beatles pour la bande son, une contrainte que le groupe n'apprécie guère. Ils traînent pour livrer les morceaux et ne font aucun effort de créativité. Une blague circule même parmi eux : si la réalisation d'un titre est décevante, il est aussitôt retenu pour le film. Finalement, ils offrent quatre chansons originale pour le film : Only a Northern Song (enregistrée lors des séances du disque « Sgt. Pepper »), It's All Too Much, All Together Now et Hey Bulldog.
En mai 1967, la chanson Baby, You're a Rich Man est enregistrée expressément pour figurer dans le film, mais à la suite de la présentation mondiale de l'émission de télévision Our World le mois suivant, la chanson All You Need Is Love doit rapidement être publiée en 45-tours. Étant déjà mise en boîte, Baby, You're a Rich Man est donc publiée en face B en juillet. Ces deux chansons seront placées sur la deuxième face de la version américaine de l'album Magical Mystery Tour. Au moment où cette version de l'album sera intégrée à la discographie officielle, la chanson All You Need Is Love paraîtra donc sur deux différents 33-tours des Beatles; la seule autre chanson entendue sur deux albums est la chanson titre de ce film qui fut publiée originellement sur Revolver en 1966 et qui est en ouverture de cette bande-son.
Pour ne pas nuire aux ventes de l'« Album blanc », qui sera mis en marché en novembre, il est décidé de repousser la date de sortie de la trame sonore qu'en janvier 1969, deux mois après la sortie du film aux États-Unis et six mois après sa sortie en Angleterre. Sur la pochette américaine, on y retrouve même un texte vantant les mérites de l'album double. Ce texte est inclus avec la réédition de la bande originale en 2009.

### Liste des chansons
Outre la chanson thème, les quatre inédits et All You Need Is Love qui se retrouvent sur le disque originel, plusieurs autres chansons sont entendues dans le film, souvent au complet, en montages différents jusqu'en extraits de quelques secondes.
Voici, dans l'ordre, la liste de toutes les chansons interprétées par les Beatles dans le film. Sauf indication contraire, elles sont signées Lennon/McCartney. L'astérisque dénote une chanson qui était inédite à l'époque.
| - Yellow Submarine - Eleanor Rigby - Love You To (Harrison) (Extrait) - A Day in the Life (Extrait) - All Together Now * - When I'm Sixty-Four | - Only a Northern Song * (Harrison) - Nowhere Man - Lucy in the Sky with Diamonds - Think for Yourself (Extrait) - Sgt. Pepper's Lonely Hearts Club Band - With a Little Help from My Friends (Extrait) | - All You Need Is Love - Baby, You're a Rich Man (Extrait) - Hey Bulldog * - It's All Too Much (Harrison) (Long extrait) * - All Together Now * (Reprise) |

La chanson It's All Too Much entendue dans le film n'est pas exactement le même montage qu'on entend sur l'album. La chanson complète a une durée de plus de huit minutes mais pour le film, on enlève deux des quatre couplets et une grande partie de la finale. La séquence n'a qu'une durée d'environ deux minutes. On l'édite aussi pour la version de l'album, mais cette fois on conserve tous les couplets sauf un (qui est pourtant entendu dans le film) et on abrège la finale d'un peu plus d'une minute; cette version dépasse les six minutes. La version complète n'a jamais été officiellement publiée.
On peut aussi entendre un vers de la chanson The Sound of Music chanté par le chef des Blue Meanies et son assistant Max.
En 1999, pour le trentième anniversaire de sa sortie, une version remastérisée du film est publiée, accompagnée d'une nouvelle bande originale intitulée Yellow Submarine Songtrack comprenant des nouveaux mixages de toutes ces chansons sauf pour A Day in the Life qui est exclue du disque.

### Trame sonore
Cette trame sonore de style classique est arrangée et dirigée par George Martin, le producteur du groupe, et est interprétée par les 41 musiciens du George Martin Orchestra. Mis à part Yellow Submarine in Pepperland, qui reprend la mélodie écrite par Lennon/McCartney, Martin est aussi le compositeur de la musique. Celle-ci est enregistrée et éditée une première fois de façon à s'agencer aux images du film. Quand vient le temps de préparer l'album, Martin décide de tout réenregistrer; d'une façon ou d'une autre, les musiciens devront être rémunérés encore du fait que leur prestation sera utilisée dans une seconde publication. La musique instrumentale du film est donc réenregistrée les 22 et 23 octobre 1968 pour être publiée sur la face B du 33 tours originel.
| - Pepperland - Sea of Time - Sea of Holes - Sea of Monsters | - March of the Meanies - Pepperland Laid Waste - Yellow Submarine in Pepperland (Lennon/McCartney arr. Martin) |

Un autre morceau de Martin, qui devait être placé sur l'« Album blanc » en introduction à la chanson Don't Pass Me By, est entendu dans le film tout juste avant la séquence de Eleanor Rigby. Aussi absent de cette trame sonore, il sera finalement inclus en ouverture de la compilation Anthology 3 en 1996 sous le titre A Beginning.

## Accueil

### Sortie du film
La première de Yellow Submarine a lieu le 17 juillet 1968 au London Pavilion de Londres. La foule entassée devant marque le dernier relent de la beatlemania. 
En dépit de son évidente qualité, le film reçoit un accueil modéré lors de sa sortie en Angleterre où il n'est projeté que dans un nombre limité de salles. À sa sortie aux États-Unis, le 13 novembre 1968, le nombre de salles qui le présentent est beaucoup plus grand et par conséquent les spectateurs y sont plus nombreux. Le film reçoit aussi d'excellentes critiques.
Contre toute attente, les Beatles sont énormément impressionnés en visionnant le montage final et regretteront tardivement de ne pas avoir joué un rôle plus actif dans le processus de production. « Le film tient vraiment la route, déclare Paul McCartney. C'est très spirituel, intelligent et plutôt dépaysant. » George Harrison remarque que « Heinz a été brillant et je crois qu'il mérite tout le crédit du film. J'ai bien aimé le film. Je crois que c'est un classique. C'est un film pour toutes les générations, tout gosse de trois ou quatre ans regarde Yellow Submarine jusqu'au bout ». Ringo Starr quant à lui, souligne que « c'est la musique qui est importante. La musique est le fondement et, dans ce cas, enveloppée par le film. J'ai adoré Yellow Submarine. J'ai trouvé ça très novateur, avec une animation superbe. Ça reste superbe et je suis content qu'on ait participé à cette aventure ».
Lorsque le film sort en France en mai 1969, la presse l'encense. Le magazine Rock & Folk en parle longuement dans son numéro de décembre 1968. « On se paye une petite visite dans l'univers intimiste des Beatles. John et ses machines bizarres, sa poésie exacerbée. Paul et ses grands bazars symphoniques. George et ses visions info-psychédélique. Et tous les gags Beatliens, comme ces jouets qui se baladent partout et se courent après dès qu'on ne les regarde plus. Le type qui a fait ce film nous offre là une super tranche de génie délirant ». Cinéma 69 prend le relais : « Avec une liberté insensée, et incensurée, Yellow Submarine déjà chanté par les quatre garçons de Liverpool nous emmène dans les recoins les plus insoupçonnés de cette planète qu'on n'explorera jamais à fond puisqu'elle est infinie, nommée imagination. Ce film invente véritablement son langage et sa syntaxe propre, il faudrait un vocabulaire neuf et un style adéquat pour rendre cette magie que seul détient le septième art-bis, alias l'animation ». Pour Le Monde du 31 mai, c'est avant tout le déluge de couleurs qui constitue le vrai sujet du film : « L'invention colorée soumet le spectateur à un bombardement rétinien peu commun. C'est une orgie visuelle du style psychédélique ».
John Lasseter, réalisateur du film animé Toy Story souligne la portée inestimable de Yellow Submarine : « Le travail révolutionnaire des équipes du film a tracé le chemin pour le monde fabuleusement diversifié de l'animation que nous connaissons aujourd'hui ». Josh Weinstein, scénariste de la série de télévision The Simpsons affirme, pour sa part, que ce film « a donné naissance à une animation moderne » utilisant un humour subversif qui a conduit à des œuvres d'animation aujourd'hui classiques tels que la série South Park et le film Shrek.

## Postérité
Le film sort en VHS et Betamax en 1987, sans la chanson Hey Bulldog et avec quelques secondes supplémentaires de Baby, You're a Rich Man. De plus, une section avec une partition de jazz assez folle est entendue dans une des scènes de l'attaque finale.
En 1999, plus de trente ans après sa sortie, le film est retravaillé et restauré à partir du film 35 mm originel, en vue d'une nouvelle sortie au cinéma pour ensuite être publiée sur VHS. Une version numérique pour support DVD est également éditée. Cette nouvelle édition comporte la version britannique du film qui inclut une séquence avec la chanson Hey Bulldog. Celle-ci avait été coupée lors du montage pour sa projection aux États-Unis.
Une nouvelle restauration image par image a été effectuée en format 4K, commercialisée en DVD et en Blu-ray le 4 juin 2012 en Europe et le lendemain en Amérique du Nord. Cette restauration a été utilisée pour la présentation du 50e anniversaire, cette fois pour les salles de cinéma, le 8 juillet 2018,.
Le 25 avril 2020, pendant le confinement de la pandémie de la Covid-19, le film a été présenté en streaming sur la page YouTube du groupe.

### ProjetStrawberry Fields
Au milieu des années 1980, Al Brodax, Al Lowenheim et Jeff Merghart ont participé à la création de Strawberry Fields, un film d'animation généré par ordinateur. L'intrigue ne met pas en scène les Beatles mais plutôt leurs chansons tirées des archives et certaines interprétées par des vedettes de l'heure tels Michael Jackson et Cyndi Lauper. Cette production a été abandonnée en 1989, après avoir été complétée à 30%, du fait d'un budget qui explosait et un problème d'acquisition des droits des chansons.

### Projet de remake avorté
En août 2009, le magazine américain Variety rapporte que la Walt Disney Pictures et le réalisateur Robert Zemeckis sont en pourparlers pour produire un remake du film Yellow Submarine en 3D animé par ordinateur. La capture de mouvement serait utilisée, comme dans les précédents films d'animation de Zemeckis, Le Pôle express, La Légende de Beowulf et Le Drôle de Noël de Scrooge. Variety rapporte également que Disney espérait sortir le film à temps pour les Jeux olympiques d'été de 2012 à Londres. Disney et Apple Corps annoncent officiellement le remake lors de la première exposition D23 le 11 septembre 2009.
Les comédiens Dean Lennox Kelly, Peter Serafinowicz, Cary Elwes et Adam Campbell, sont choisis pour interpréter respectivement les voix de John, Paul, George et Ringo en plus de David Tennant qui était en pourparlers pour interpréter le chef des Blue Meanies. Le groupe hommage aux Beatles californien, The Fab Four, est choisi pour prendre part à la capture de performance pour les Beatles animés.
En mai 2010, Disney ferme le studio de cinéma numérique de Zemeckis, ImageMovers Digital après une performance au box-office insatisfaisante du film Le Drôle de Noël de Scrooge. Le 14 mars 2011, Disney se retire du projet, citant les résultats catastrophiques du week-end d'ouverture de Milo sur Mars de Simon Wells. Les critiques concernant la technologie de capture de mouvement sont également un facteur.
Zemeckis tente ensuite de présenter le remake à d'autres studios mais en décembre 2012, le réalisateur déclare qu'il se désintéresse du projet, affirmant : « Cela aurait été formidable de redonner vie aux Beatles. Mais il vaut probablement mieux que le film ne soit pas refait – on est toujours en mauvaise posture (“behind the eight ball”) quand on fait un remake ».
En 2021, des images du remake font surface en ligne et révèlent qu'on aurait potentiellement utilisé des extraits sonores de l'original et même recréer certaines scènes. Par contre, une des différences notables est une séquence lors de l'introduction de Ringo où il est tenté par une sirène, vraisemblablement créée par les Blue Meanies.

## Distinctions

### Récompenses
- New York Film Critics Circle Awards 1968 : Meilleur film d'animation
- National Society of Film Critics 1969 : Meilleur réalisateur (George Dunning)
- NBR Award 1969 : Top 10 films

### Nominations
- Prix Hugo 1969 : Meilleur film dramatique (George Dunning, Al Brodax, Roger McGough, Jack Mendelsohn, Lee Minoff, Erich Segal)
- Grammy Awards 1970 : Meilleure bande-originale (John Lennon, Paul McCartney, George Harrison, George Martin)

## Autour du film

### Adaptations en BD
En 1968, Yellow Submarine est adapté en comic book par José Delbo avec les textes de Paul S. Newman pour Gold Key Comics / Western Publishing. L'histoire diffère du film car la bande dessinée a été achevée bien avant que le scénario ne soit finalisé. En bonne condition, cette BD peut valoir de 300 à 400$US,.
Une autre adaptation BD a été initiée par la maison d'édition Dark Horse Comics pour coïncider à la ressortie du film en 1999. Illustrée par Bill Morrison, aujourd'hui le rédacteur en chef de Mad Magazine, cette œuvre n'a pas vu le jour et est restée inachevée jusqu'au cinquantième anniversaire de la sortie du film lorsque Titan Comics (en) la publie le 28 août 2018.

### Jouets

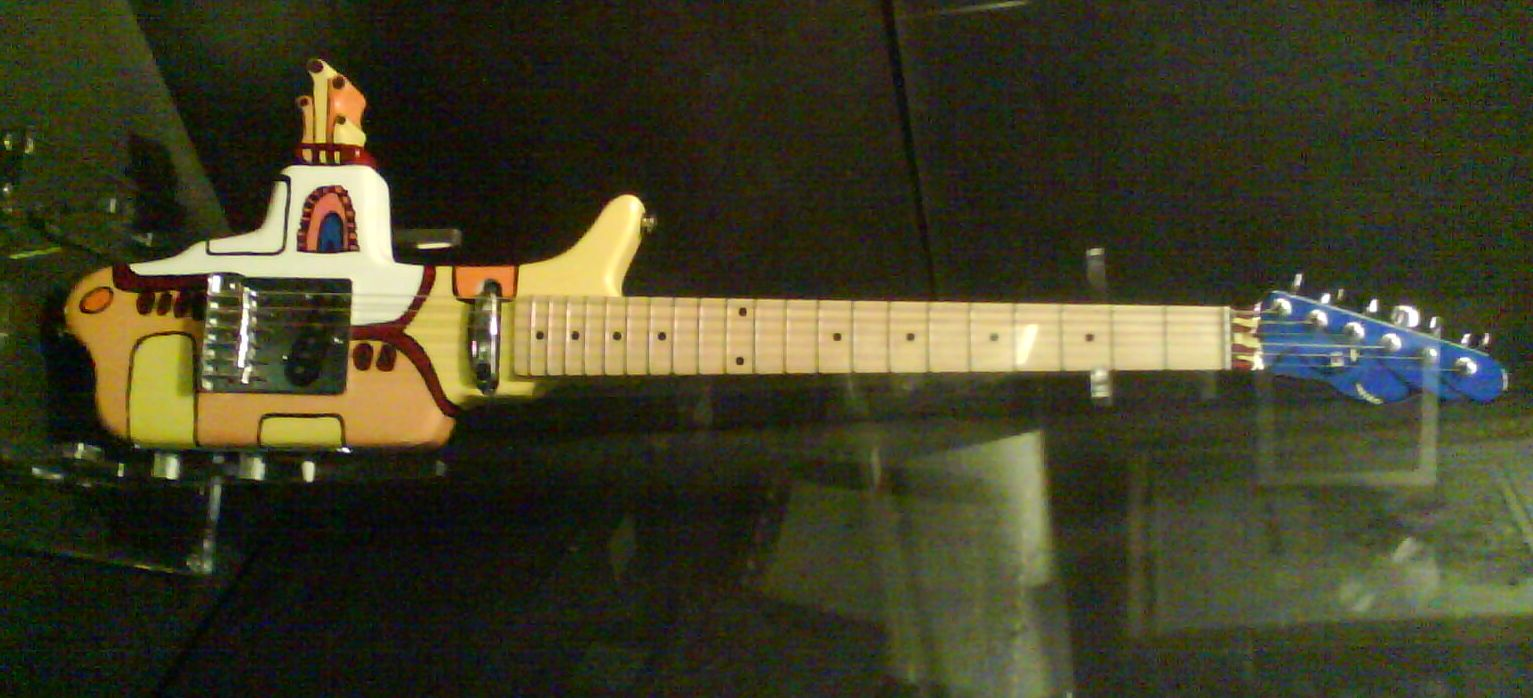
Une Fender Telecaster avec la forme du sous-marin jaune.

Le fabricant de voitures miniatures Corgi toys, célèbre pour avoir reproduit des engins automobiles de séries ou de films, lance une version miniature du sous-marin jaune en 1968 qui est reproduit en 2019 par Hornby America.
Pour accompagner la ressortie du film en 1999, la compagnie américaine McFarlane Toys a commercialisé deux collections de figurines au thème du film. Dans chacun des paquets se trouvait un Beatles accompagné d'un autre jouet. La première collection comprenait George avec le sous-marin jaune, Ringo avec Sir Bleunoir, John avec Jeremy et Paul, une première fois avec Fred et dans un second paquet avec Gantelaid. L'autre collection, cette fois des Beatles habillées avec les costumes du « Lonely Heart's Club Band » a été mise en marché en 2000. Cette fois George était accompagné du Turc et d'un tuba, Ringo avec un géant bleu et sa pomme, John avec un bulldog et un trombone et Paul avec le monstre suceur.
En juin 2016, une série de six voitures jouets décorées dans le thème du film ont été mises en marché par la compagnie Mattel.
À la suite d'une enquête de crowdsourcing via Lego Ideas, la compagnie Lego a mis en vente le 1er novembre 2016, un ensemble de briques conçu par le designer Kevin Szeto avec la thématique du film Yellow Submarine. L'ensemble de 550 pièces comprend le sous-marin (mesurant 13 cm par 25 cm par 2 cm), les figurines des quatre membres du groupe et Jeremy, le « Nowhere Man ».
Conjointement à la sortie de la nouvelle BD en 2018, une série de figurines en vinyle sera mise sur le marché à partir d'août 2017 par Titan Merchandise. Cette collection appelée All Together Now contiendra plusieurs versions des membres du groupe en plus de certains autres personnages (le bulldog à quatre têtes, Sir Bleunoir, etc.).

### Jeu de société
Une version du jeu Monopoly a été publiée en 2018 avec le thème du film Yellow Submarine.

### Vêtements
Stella McCartney a dévoilé, le 8 juillet 2019, une collection de vêtement inspirée des visuels du film.

### Sculpture monumentale

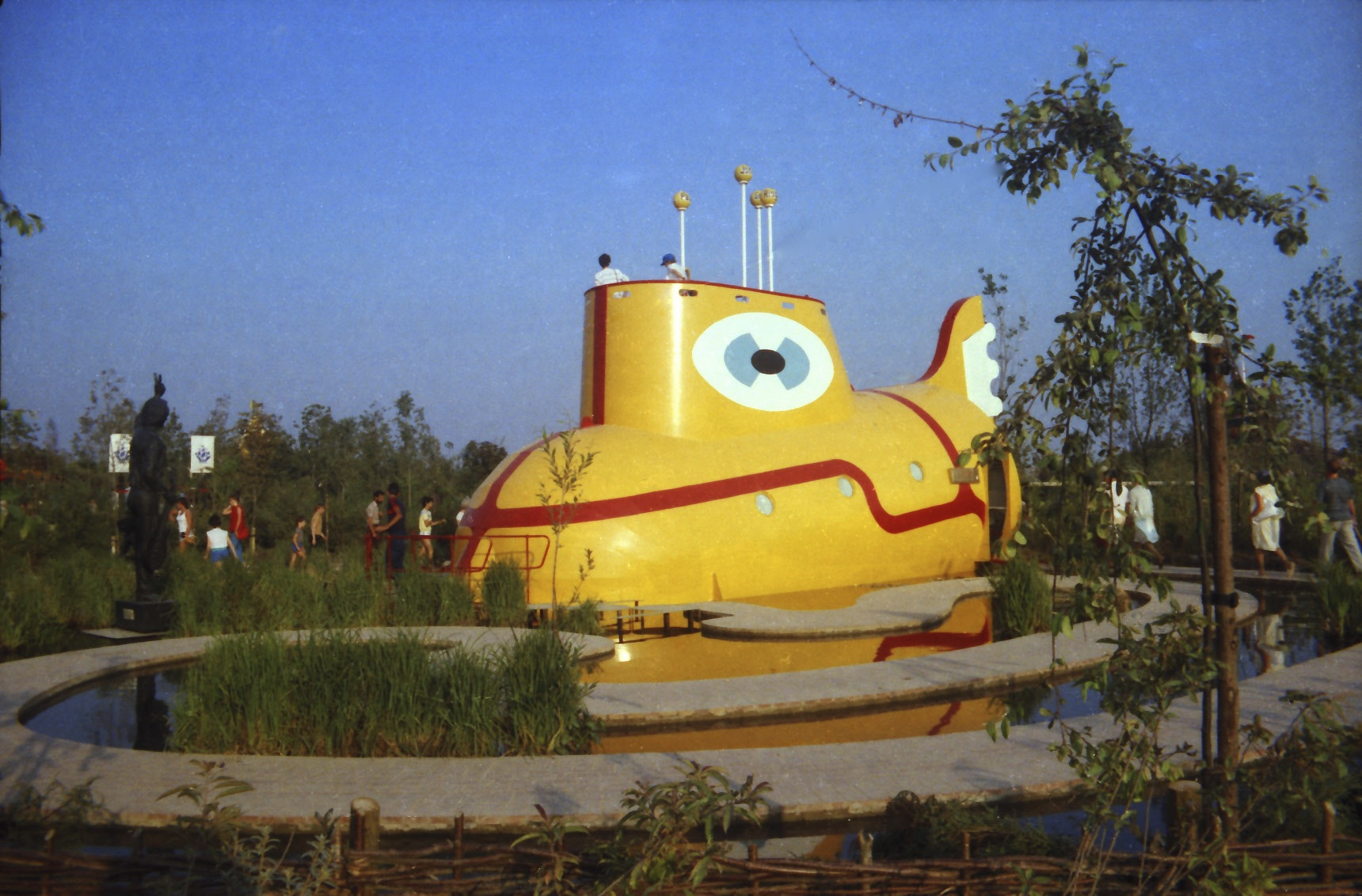
En 1984, avec le labyrinthe Beatles Maze, le sous-marin jaune était exposé à Liverpool.

Une réplique en tôle du sous marin jaune des Beatles a été réalisée en 1984 par quatre-vingt apprentis tôliers/formeurs/chaudronniers du chantier naval Cammel Laird de Liverpool. L'intérieur peut être visité via deux escaliers en colimaçon et contient d'authentiques équipements provenant de sous marins réels passés en démolition.
Imposante par la taille (15 m de long, 4,5 m au maître bau, poids de 18 tonnes) elle a d'abord figuré dans un parc à thème consacré aux Beatles avant d'être réinstallée à l'aéroport de Liverpool.